# Saurikh
Saurikh is een nagar panchayat (plaats) in het district Kannauj van de Indiase staat Uttar Pradesh. 

## Demografie
Volgens de Indiase volkstelling van 2001 wonen er 10.888 mensen in Saurikh, waarvan 53% mannelijk en 47% vrouwelijk is. De plaats heeft een alfabetiseringsgraad van 57%. 